# Mariano Ortega
Mariano Ortega Martínez, né le 17 avril 1971 à Esparreguera, est un ancien joueur international de handball espagnol. Il est notamment champion du monde en 2005.

## Palmarès

### En équipe nationale
Championnat du monde
- 4e place au Championnat du monde 1999,  Égypte
- 4e place au Championnat du monde 2003,  Portugal
- Médaille d'or au Championnat du monde 2005,  Tunisie

Championnats d'Europe
- Médaille d'argent au Championnat d'Europe 1998,  Italie
- Médaille de bronze au Championnat d'Europe 2000,  Croatie
- 10e place au Championnat d'Europe 2004,  Slovénie
- Médaille d'argent au Championnat d'Europe 2006,  Suisse
- 9e place au Championnat d'Europe 2008,  Norvège

Autres
- Médaille de bronze aux Jeux méditerranéens de 1997 à Bari,  Italie
- Médaille d'or aux Jeux méditerranéens de 2005 à Almería,  Espagne

### En clubs
Compétitions internationales
- Vainqueur de la Coupe d'Europe des vainqueurs de coupe (3) : 1998, 2002 et 2003

Compétitions nationales
- Vainqueur du Championnat d'Espagne (1) : 2004
- Vainqueur de la Coupe du Roi (1) : 2003
- Vainqueur de la Coupe ASOBAL (4) : 1997, 1998, 2004 et 2005
- Vainqueur de la Supercoupe d'Espagne (1) : 2004-05

### Palmarès d'entraîneur
- Vainqueur de la Coupe du Portugal (1) : 2016
- Vainqueur de la Supercoupe du Portugal (1) : 2016-2017